# Navi (groupe)
Pour l’article homonyme, voir Navi.
Navi (stylisé NAVI), également appelé NaviBand, est un groupe biélorusse d'indie pop, originaire de Minsk. Il est composé du guitariste et chanteur Artsiom Loukianienka et de la chanteuse Ksienia Jouk. Les membres studio sont Ouladzislaw Tchachtchavik (basse), Aliaksandr Tabolski (production) et Ouladzimir Biehier (batterie). Ils représentent la Biélorussie au Concours Eurovision de la chanson 2017, finissant à la dix-septième place. 

## Histoire
Le duo est formé en 2013 par Artsiom Loukianienka et Ksienia Jouk. Leur premier titre, Abdymi miané, sort lors de l'été de la même année. Leur premier album, nommé Sontsam sahretya, sort en 2014. 
En 2016, ils participent à la sélection nationale pour représenter leur pays à l'Eurovision 2016, avec la chanson Heta ziemlia. Ils finiront à la quatrième place du classement final et par conséquent, n'iront pas à l'Eurovision 2016. Ils retentent leur chance l'année suivante, avec la chanson Historya maïho jytsia, et remportent la sélection. Pour la première fois, c'est une chanson en langue biélorusse qui est choisie pour représenter la Biélorussie au Concours Eurovision de la chanson.
Ils décrochent la neuvième place à la seconde demi-finale, le 10 mai 2017, ce qui leur permet de se qualifier pour la finale deux jours plus tard, où ils terminent à la dix-septième place.

## Membres

### Membres actuels
- Artsiom Loukianienka (en biélorusse : Арцём Лук'яненка), né le 13 août 1992 (32 ans) à Hlybokaïe, Voblast de Vitebsk ;
- Ksienia Jouk (Ксенія Жук), née le 21 décembre 1991 (33 ans) à Minsk.

Les deux sont mariés et parents d'un petit garçon né le 1er mai 2018.

### Membres studio
- Ouladzislaw Tchachtchavik (en biélorusse : Уладзіслаў Чашчавік), basse ;
- Aliaksandr Tabolski (Аляксандр Табольскі), production ;
- Ouladzimir Biehier (Уладзімір Бегер), batterie.